# Nisibis

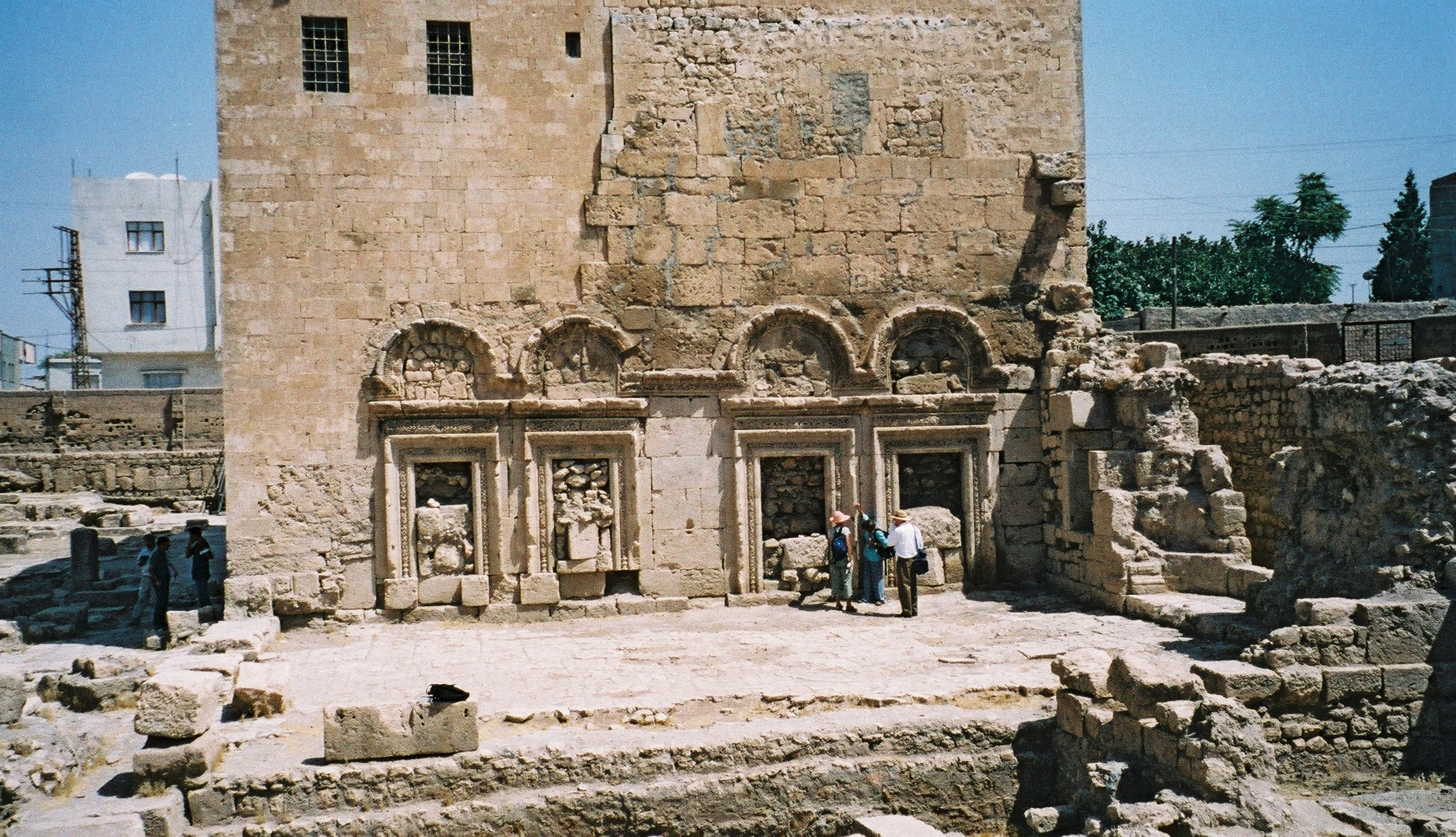
Ruiny kostela sv. Jakuba

Nisibis (moderní název Nusaybin) je starověké město na území dnešního Turecka (blízko syrské hranice), středisko nestoriánů, důležité z hlediska studia syrské filozofie.